# Riccardo Moizo
Generál Riccardo Moizo (27. srpna 1877 Saliceto – 26. února 1962 Řím) byl italský vojenský velitel, jenž zastával i funkci vysokého komisaře Lublaňské provincie.

## Životopis
Narodil se v Salicetu v provincii Cuneo. Absolvoval vojenské školy: v říjnu 1894 vojenskou akademii, v červenci 1897 dělostřeleckou školu a v roce 1908 válečnou školu. Následovala kariéra v armádě. V letech 1911 až 1912 se zúčastnil turecko-italské války. V tomto válečném konfliktu byla poprvé užita letadla a byl to právě kapitán Moizo, který 22. října 1911 uskutečnil první bojový let, když přeletěl osmanské pozice na bojišti. V konfliktu byl opakovaně vyznamenán. Poté bojoval také v první světové válce a byl opět vyznamenán. Od října 1917 do dubna 1918 byl náčelníkem kanceláře letecké služby na generálním štábu, v období od března do října 1923 byl generálem – velitelem letectva, v roce 1932 převzal velení pěchotní divize Legnano v Miláně, od listopadu 1935 do srpna 1940 byl generálem – velitelem karabiníků. V lednu 1937 byl povýšen do hodnosti sborového generála (generale di corpo d'armata). V listopadu 1938 ho italské ministerstvo války navrhlo jako kandidáta do Senátu. Schválen byl v březnu 1939 s platností od 5. dubna 1939, přísahu složil 17. dubna 1940. Poté zastával různé funkce v orgánech Senátu. S účinností od 12. srpna 1943 převzal funkci vysokého komisaře Lublaňské provincie. V září 1943 byla provincie v důsledku italské kapitulace obsazena oddíly říšskoněmecké branné moci, čímž došlo k faktickému zániku funkce vysokého komisaře.
Po druhé světové válce byl generál Moizo postaven před soud, který v červnu 1947 rozhodl o kasaci (zbavení hodnosti). Zemřel v Římě v únoru 1962.